# Rajd Wartburga 1977
Rajd Wartburg 1977 (20. Rallye Wartburg 1977) – 20. edycja rajdu samochodowego Rajd Wartburg rozgrywanego w NRD. Rozgrywany był od 20 do 22 października 1977 roku. Rajd był szóstą rundą Rajdowego Pucharu Pokoju i Przyjaźni w roku 1977 oraz ósmą Rajdowych Mistrzostw NRD w roku 1977.

## Klasyfikacja rajdu
| Miejsce                        | Kierowca                       | Pilot                          | Samochód                       | Czas                           | Strata                         |                                |
| Klasyfikacja generalna i RPPiP | Klasyfikacja generalna i RPPiP | Klasyfikacja generalna i RPPiP | Klasyfikacja generalna i RPPiP | Klasyfikacja generalna i RPPiP | Klasyfikacja generalna i RPPiP | Klasyfikacja generalna i RPPiP |
| ------------------------------ | ------------------------------ | ------------------------------ | ------------------------------ | ------------------------------ | ------------------------------ | ------------------------------ |
| 1.                             | Svatopluk Kvaizar              | Jiří Kotek                     | Škoda 130 RS                   | 1:40:02                        | -                              |                                |
| 2.                             | Leo Pavlík                     | Oldřich Gottfried              | Škoda 130 RS                   | 1:42:54                        | +2:52                          |                                |
| 3.                             | Kastytis Girdauskas            | Arvydas Girdauskas             | Lada 1600                      | 1:43:11                        | +3:09                          |                                |
| 4.                             | Horst Niebergall               | Bernd Fromman                  | Wartburg 353 W                 | 1:46:03                        | +6:01                          |                                |
| 5.                             | Yakov Agishev                  | Mikhail Titov                  | Moskvich 2140                  | 1:46:07                        | +6:05                          |                                |
| 6.                             | Heiki Ohu                      | Toomas Diener                  | Lada 1600                      | 1:51:09                        | +11:07                         |                                |
| 7.                             | Dieter Heimbürger              | Roland Weitz                   | Wartburg 353 W                 | 1:52:34                        | +12:32                         |                                |
| 8.                             | Norbert Dyballa                | Arnold Zimmermann              | Wartburg 353 W                 | 1:53:50                        | +13:48                         |                                |
| 9.                             | Karel Trojan sen.              | Pavel Šlemín                   | Wartburg 353                   | 1:54:52                        | +14:50                         |                                |
| 10.                            | Klaus-Dieter Krügel            | Wolfgang Krügel                | Wartburg 353 W                 | 1:56:08                        | +16:06                         |                                |